# Lambda Lyrae
Lambda Lyrae (15 Lyrae) é uma estrela na direção da constelação de Lyra. Possui uma ascensão reta de 19h 00m 00.82s e uma declinação de +32° 08′ 43.8″. Sua magnitude aparente é igual a 4.94. Considerando sua distância de 1538 anos-luz em relação à Terra, sua magnitude absoluta é igual a −3.43. Pertence à classe espectral K3III.